# Havre och betong

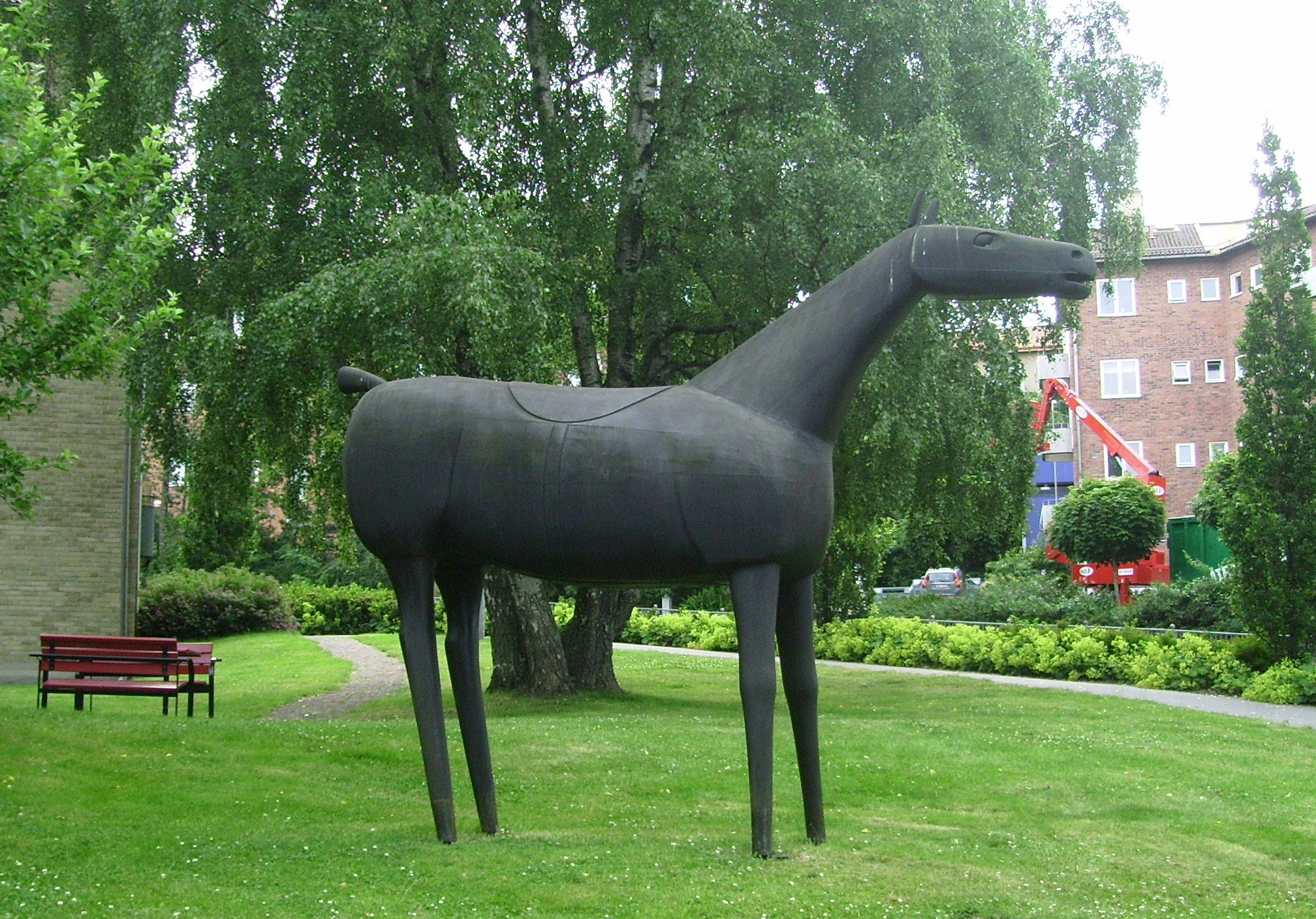
Havre och betong

Havre och betong även kallat Hästen är ett konstverk i Södra Guldheden i Göteborg. Det är en två meter hög trähäst, skapad av Ivar Lindekrantz, som kom på plats vid Doktor Westrings gata (nära Doktor Allards gata) 1956 efter en tävling som Lindekrantz vann. Hästen är tillverkad av limmad rödbrun teak och inoljad med linoljeblandning, och byggdes enligt en teknik som är vanlig inom båtbyggeri, ungefär som en tunna, fast i kravell.
Skulpturen "... är byggd, i mycket likt en båt, sinnrikt konstruerad av Ivar Lindekrantz och hans broder Erik, med äkta känsla och handlag för träet. Den konstnärliga formen har sakta vuxit fram under den långa proceduren i bildhuggarverkstaden och denna samlade arbetsenergi framstår med ett starkt definitivt uttryck i den färdiga träskulpturen. Vackert har trähästen inordnats i terrängen, där den står med bakbenens stolpar spjärnande mot markens lutning, vilande och lyssnande aktiv."
Hjälp till valet av plats för skulpturen fick man av en förbipasserande polisryttare vid Doktor Westrings gata. Häst och ryttare fick där agera modell för hur det skulle kunna se ut på platsen, och bidrog till valet av dess nuvarande plats.
"Havre och betong" har varit på flera utställningar, bland annat på Götaplatsen och i Finland.